# Emeric Essex Vidal
Emeric Essex Vidal (Brentford, Inglaterra, 29 de mayo de 1791 - Brighton, Inglaterra, 7 de mayo de 1861) fue un marino inglés y pintor aficionado, autor de las primeras pinturas realizadas sobre la vida pública en Buenos Aires y Montevideo.

## Biografía
Vidal nació en Inglaterra, siendo el segundo hijo de Emeric Vidal y Jane Essex. Su padre, Emeric, hugonote proveniente de Francia (creen que originario del País Vasco) emigró a Inglaterra escapando de la persecución siguiente a la revocación del Edicto de Nantes (1685).
Vidal ingresó de niño a la marina británica, en la que se desempeñó como oficial y escribiente, hasta 1853. En el curso de sus viajes, Vidal realizaba acuarelas con el fin de representar con el mayor realismo posible lo que veía, especialmente los paisajes, tipos humanos, vestimenta y actividades características de los lugares y pueblos que visitaba.
Vidal estuvo en Buenos Aires y Montevideo dos veces: en los últimos meses de 1816 (año de la independencia de la Argentina) y en 1828-1829.
Su primera visita de 1816, se realizó dentro de un período de dos años (del 7 de mayo de 1816 al 28 de septiembre de 1818) en los que fue destinado a la flota inglesa en el Atlántico Sur, desempeñándose como contador del buque de S.M.B. “Hyacinth”, fondeado en Brasil, y secretario del almirante de la escuadra. Es en este período en el que realiza la mayor parte de las acuarelas por las que fue reconocido.
Las acuarelas realizadas por Vidal en su primer viaje, despertaron en ese entonces interés en Gran Bretaña, donde se publicó en 1820, una libro titulado Picturesque Illustrations of Buenos Ayres and Montevideo (Ilustraciones pintorescas de Buenos Aires y Montevideo), editado por R. Ackermann, que incluye una serie de 22 acuarelas realizadas en Inglaterra a su vuelta, sobre la base de las realizadas en su viaje.
En ese libro, el editor escribió en la presentación:

...el autor de este trabajo se contentó con bosquejos, originalmente sin vistas a publicarlos,  algunos rasgos característicos que presentaban las ciudades de Buenos Aires y Montevideo, y aquellas singularidades en las costumbres, maneras e indumentarias de las gentes en la forma más sorprendente que se les presentaran durante una residencia de tres años en el país. Estos diseños, cree él, resultarán tanto más aceptables a los interesados, cuanto que, a su conocimiento, ninguna ilustración gráfico de esos lugares había sido, hasta ahora, presentada al público.

Esas láminas publicadas en 1820, fueron utilizadas varias veces en las décadas siguientes para ilustrar publicaciones relacionadas con el Río de la Plata, pero recién en 1946 Vidal fue considerado como precursor de la pintura argentina, al ser incluido brevemente por José León Pagano en su libro clásico, Historia del Arte Argentino.

## Su obra

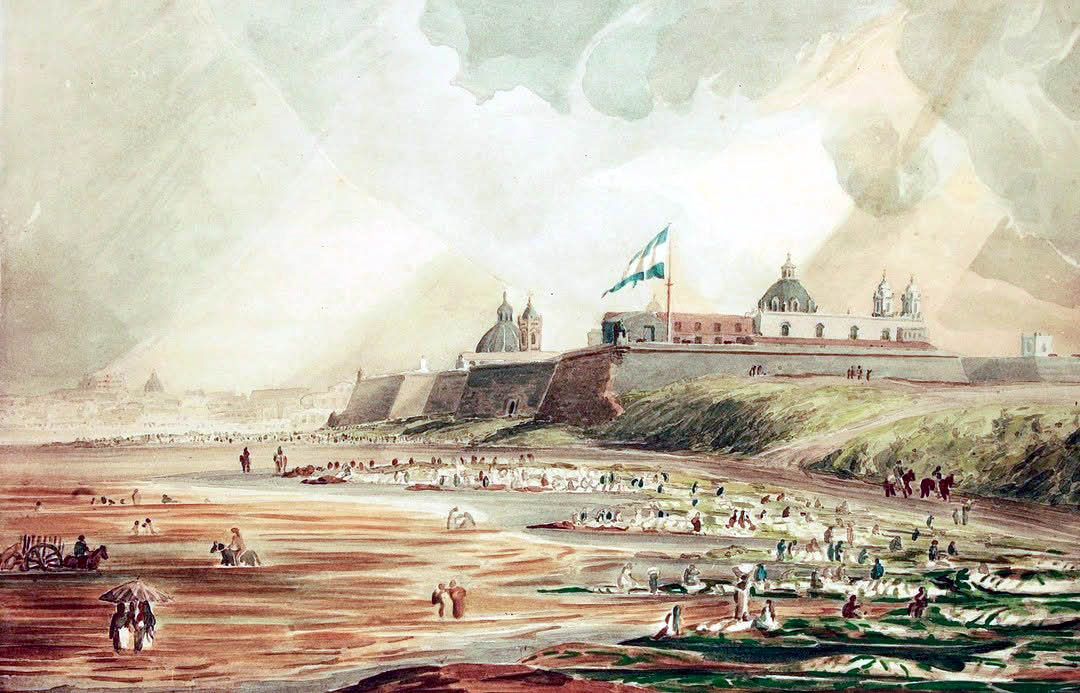
El Fuerte y la playa baja, su primera acuarela (1816).

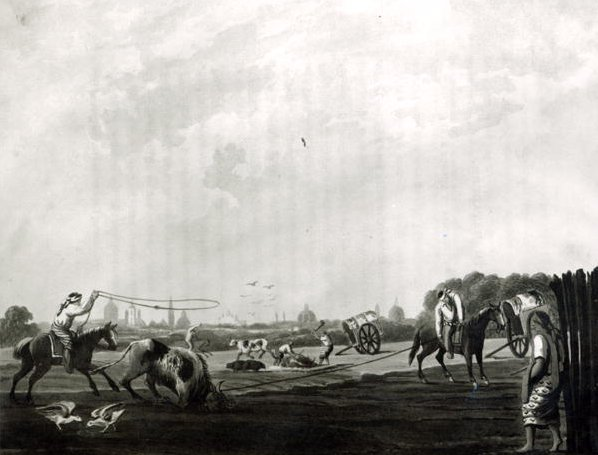
"Matadero sur".

Si bien Vidal no fue la primera persona que realizó pinturas del territorio argentino y uruguayo, sí fue la primera de que se tenga registro que representó a sus ciudades desde dentro, a sus pobladores gauchos y a los oficios y tareas características del Río de la Plata. La pintura anterior, o es religiosa, o está referida a la vida indígena, como en el caso del jesuita alemán Florian Paucke.

Fue el primer pintor que entró a la ciudad.
Vicente Cútolo.

Vidal fue el primero en pintar la Plaza de Mayo; registró al gaucho boleando ñandúes; las carretas aguateras tiradas por bueyes, que según él era lo primero que llamaba la atención del visitante; los mataderos que describe como "repugnantes", los pescadores a caballo; los uniformes de las milicias; la vestimenta de los gauchos; los niños "lecheritos" (vendedores de leche), etc. Sus acuarelas están acompañadas de extensas descripciones escritas, sobre los oficios, procederes, diseño de las herramientas, etc.
Sin embargo es muy notable que Vidal no haya pintado los interiores de las viviendas porteñas y montevideanas, limitándose a las escenas públicas exteriores.
Las acuarelas de Emeric Vidal están emparentadas con otras representaciones pictóricas aficionadas realizadas en los inicios de la pintura argentina, como las de Carlos E. Pellegrini (padre de Carlos Pellegrini, presidente de Argentina en 1891), Adolfo D'Hastrel (1805-1875), y César Hipólito Bacle (1790-1838), entre otros.